# Kalitorong
Kalitorong is een bestuurslaag in het regentschap Pemalang van de provincie Midden-Java, Indonesië. Kalitorong telt 4303 inwoners (volkstelling 2010).